# 纳吉·翁布鲁什
纳吉·翁布鲁什（匈牙利語：Nagy Ambrus，1927年8月20日—1991年7月18日），匈牙利男子击剑运动员。他曾代表匈牙利参加1956年夏季奥林匹克运动会击剑比赛，获得男子团体重剑银牌。